# Accessibility Toolkit
Pour les articles homonymes, voir ATK.

L'architecture de GTK+. Pango, GDK, ATK, GIO, Cairo et de GLib simplifiée.

En informatique, l'Accessibility Toolkit (ATK) désigne généralement GNOME ATK, une interface de programmation d'application (API) pour le développement de logiciels libres/open source accessibles pour les plates-formes comme Linux ou OpenBSD.
Une nomenclature commune pour expliquer un framework d'accessibilité est une architecture client-serveur usuelle. Ainsi les logiciels d'assistance technique, tels que les lecteurs d'écran, seraient les clients de ce framework, et les applications de l'ordinateur seraient le serveur. Dans cette architecture, le client et le serveur ont besoin de communiquer les uns avec les autres, généralement à l'aide de la technologie d'IPC de la plate-forme. Idéalement, le framework d'accessibilité met en place ceci pour le client et le serveur de façon transparente.
Habituellement, l'API est la même à la fois côté client et côté serveur, et le framework propose une partie cliente de cette API et une partie serveur. Dans le cas de GNOME, il y a deux APIs différentes, l'une pour le côté client (Assistive Technology Service Provider Interface (AT-SPI)) et un autre pour le côté serveur (ATK) pour des raisons historiques liées à la technologie sous-jacente.

## Implémentations
Les fichiers d'entête d'ATK sont disponibles gratuitement, pour aider les développeurs qui veulent rendre leur framework d'interface graphique accessible. Les développeurs qui utilisent les widgets fournis par défaut de kits graphiques qui implémentent ATK n'ont pas à trop s'inquiéter pour l'accessibilité de leurs applications. Toutefois, s'ils développent leurs propres widgets, ils devront s'assurer qu'ils exposent l'ensemble des informations pour les rendre accessibles.
GAIL (l'implémentation GNOME de la bibliothèque d'accessibilité) était le nom des interfaces d'accessibilité définies par ATK pour GTK+, la bibliothèque de widgets de GNOME. GAIL était antérieurement un module indépendant lié à GTK+ mais depuis GNOME 3.2, GAIL a été fusionné dans GTK+, de sorte qu'ATK est intégrée dans GTK+ et GAIL est devenu obsolète.
En dehors de GTK+, d'autres kits graphiques et applications ont mis en œuvre ATK afin d'être accessibles, tels que OpenOffice/LibreOffice, Mozilla Gecko, Clutter et WebKitGTK+.

## Développement
ATK fait partie du framework d’accessibilité GNOME qui a été publié en 2001. La principale force de développement derrière ATK était le Bureau des programmes d'Accessibilité de Sun Microsystems, Inc. (maintenant Oracle), avec des contributions de nombreux membres de la communauté. Quand Oracle a acquis Sun en 2010, ils ont supprimé les emplois des développeurs travaillant à temps plein sur l’accessibilité des composants GNOME tels qu'ATK et le lecteur d'écran Orca. Depuis, ATK est principalement maintenu par la communauté GNOME.